# 江口美智子
江口 美智子（えぐち みちこ、5月4日生まれ）は、佐賀県で活動しているローカルタレント、ラジオパーソナリティ。

## 略歴・人物
東松浦郡厳木町（現・唐津市厳木町）生まれ、武雄市育ち。
佐賀県立武雄高等学校を経て佐賀女子短期大学を卒業後、佐賀県警察に就職し、交通課に配属。剣道三段の腕前を持つ。佐賀県警を退職後、添乗員やマネキンなどの職を転々としたのち、佐賀大学近くでバイク販売店を営む男性と結婚した。
1993年にFM佐賀のラジオパーソナリティに採用。以後は、“本業”であるバイク販売店の仕事の合間を縫って断続的に番組を担当しつつ、イベントの司会や講演なども行っている。また、ラジオタレントのヒーマンを発掘したと自認するものの、ヒーマンとのコンビは放送上不適切なレベルぎりぎりであったことから、数年で解消された。
デビュー直後には本名で活動していたが、後に愛称の「えぐぴー」が定着し、公式にもその名前で活動している。

## 主な担当番組
- GWINTA CLUB（FM佐賀）
- 運転手さんちょっと一服…（FM佐賀）
- のばなしラジオ（FM佐賀）
- はっぴーライフマガジン（FM佐賀）